# Hvar (stad)
Hvar [ˈxʋǎːr] (lokal kroatisk dialekt: Hvor eller For, grekiska: Φάρος, Pharos, italienska: Lèsina, latin: Pharina eller Pharus) är en stad i Kroatien. Staden har 4 251 invånare (2011) varav 3 771 invånare bor i tätorten.
Staden Hvar ligger på den sydvästra delen av ön Hvar i Split-Dalmatiens län i landskapet Dalmatien. Staden är öns huvudort och största samhälle. Hvars läge, gynnsamma klimat och välutvecklade turistutbud har gjort staden till en av Kroatiens främsta turistorter.

## Historia

### Antiken
Det tidigaste kända bosättningen på platsen för vad som idag är staden Hvar var en illyrisk bosättning som bredde ut sig på sluttningarna norr om Sankt Stefans katedral århundradena f.Kr. På 300-talet f.Kr. anlade grekiska kolonisatörer bosättningen Pharos på platsen för vad som idag är orten Stari Grad på ön Hvars norra sida. Baserat på numismatiska fyndigheter, däribland mynt med beteckningen "DI", föreslog den kroatiske historikern Grga Novak (1888–1978) på 1900-talet att det på platsen för dagens Hvar samtidigt existerade en annan grekisk bosättning vid namn Dimos. Denna hypotes förkastades senare och historiker har istället föreslagit att den samtidigt existerande grekiska bosättningens namn var Heraclea.
I samband med Romerska rikets expansion och de illyriska krigen på 200-talet f.Kr. intog romarna gradvis landområden längs den östra adriatiska kusten. På 100–400-talet existerade en romersk bosättning och hamn på platsen för dagens Hvar. Bosättningen låg vid en liten vik som senare lades igen och idag utgör staden Hvars huvudtorg. År 476 föll Västromerska riket och efter det gotiska kriget (535–554) tillföll den romerska bosättningen det Bysantinska riket. Under 500–600-talet utgjorde bosättningen en viktig marinbas i den bysantinska provinsen Dalmatia.

### Medeltiden
Medeltiden var en turbulent period där staden Hvar liksom andra dalmatiska städer präglades av sociala och demografiska förändringar samtidigt som den politiska maktkampen i Adriatiska havet ledde till att ön kontrollerades av olika härskare. Kampen stod framförallt mellan Republiken Venedig och Kungariket Ungern som från år 1102 var i personalunion med det medeltida kroatiska kungariket.  
I samband med folkvandringstiden på 600–700-talet bosatte sig slaver på ön Hvar. I det historiska verket De administrando imperio omnämns Hvar som en del av det medeltida furstendömet Paganien. Kring 1000-talet ingick ön i den  första kroatiska statsbildningen. Under denna period utsattes kustområdena för sjöröveri vilket fick invånarna på ön Hvar att överge de kustnära bosättningarna och upprätta nya samhällen på öns centrala delar. Under 700–1200-talet var staden Hvar nästintill avfolkat. På platsen för Sankt Stefans katedral fanns dock Sankta Marias benediktinkloster.
På 1200-talet var Republiken Venedig den starkaste sjöfartsnationen i området. I februari 1278 följde Hvar-borna andra dalmatiska städers exempel och bad Republiken Venedig om beskydd. Detta blev startskottet för staden Hvars återfolkning och ekonomiska tillväxt. Venetianarna lät flytta öns administrativa centrum från Stari Grad till staden Hvar som då blev stiftsstad och viktig venetiansk marinbas. Nya offentliga byggnader liksom en befästning och stadsmurar uppfördes. I mitten av 1300-talet återtog det ungersk-kroatiska kungariket kontrollen över ön och staden Hvar.    

### Venetianskt, franskt och österrikiskt styre
Efter den ungersk-kroatiske kungen Ludvig den stores död år 1382 uppstod en mer än tjugo år lång maktkamp om den ungerska tronen. År 1409 sålde tronpretendenten Vladislav av Neapel sina dalmatiska besittningar till Republiken Venedig och år 1420 befäste venetianarna definitivt makten över ön och staden Hvar. Det venetianska styret skulle därefter bestå till år 1797 då republiken upplöstes av Napoleon I:s franska styrkor. Under det venetianska styret utvecklades staden Hvar till öns ekonomiska, politiska och kulturella centrum. I slutet av 1400-talet hade den medeltida staden till följd av befolkningstillväxt börjat breda ut sig på höjden väster om stadsmuren. 
1500-talet präglades av konflikter och oroligheter. Den alltmer tillagande sociala konflikten mellan den lokala adeln och allmogen mynnade år 1510 ut i Hvarupproret som fortgick under fyra år och spred sig till hela ön. Men staden skulle även utsättas för attacker från de muslimska osmanerna som expanderat på fastlandet i sydöstra Europa och under 1500-talet utgjorde ett påtagligt hot mot Venedigs besittningar vid Adriatiska havet. Den 19 oktober 1571 angreps staden av den osmanska flottan som låtit 73 fartyg slå ankar i havet utanför Hvar. Lokalbefolkningen tog sin tillflykt till Forticafästningen där de förskansade sig medan osmanerna lät bränna ned staden, inklusive Arsenalen, Rektorspalatset, de kommunala kanslierna och alla kyrkor och kloster. År 1579, bara några månader efter det osmanska angreppet, härjades staden av digerdöden vilket ledde till att två tredjedelar av stadens befolkning dog. Tidigt på morgonen den 1 oktober 1579 drabbades staden ånyo av en tragedi. Ett blixtnedslag i krutkällaren på Forticafästningen ledde till kedjeexplosioner där kringflygande brinnande bråte antände flera byggnader i staden. Flera av Hvars offentliga byggnader härstammar från återuppbyggnaden efter dessa explosioner. 

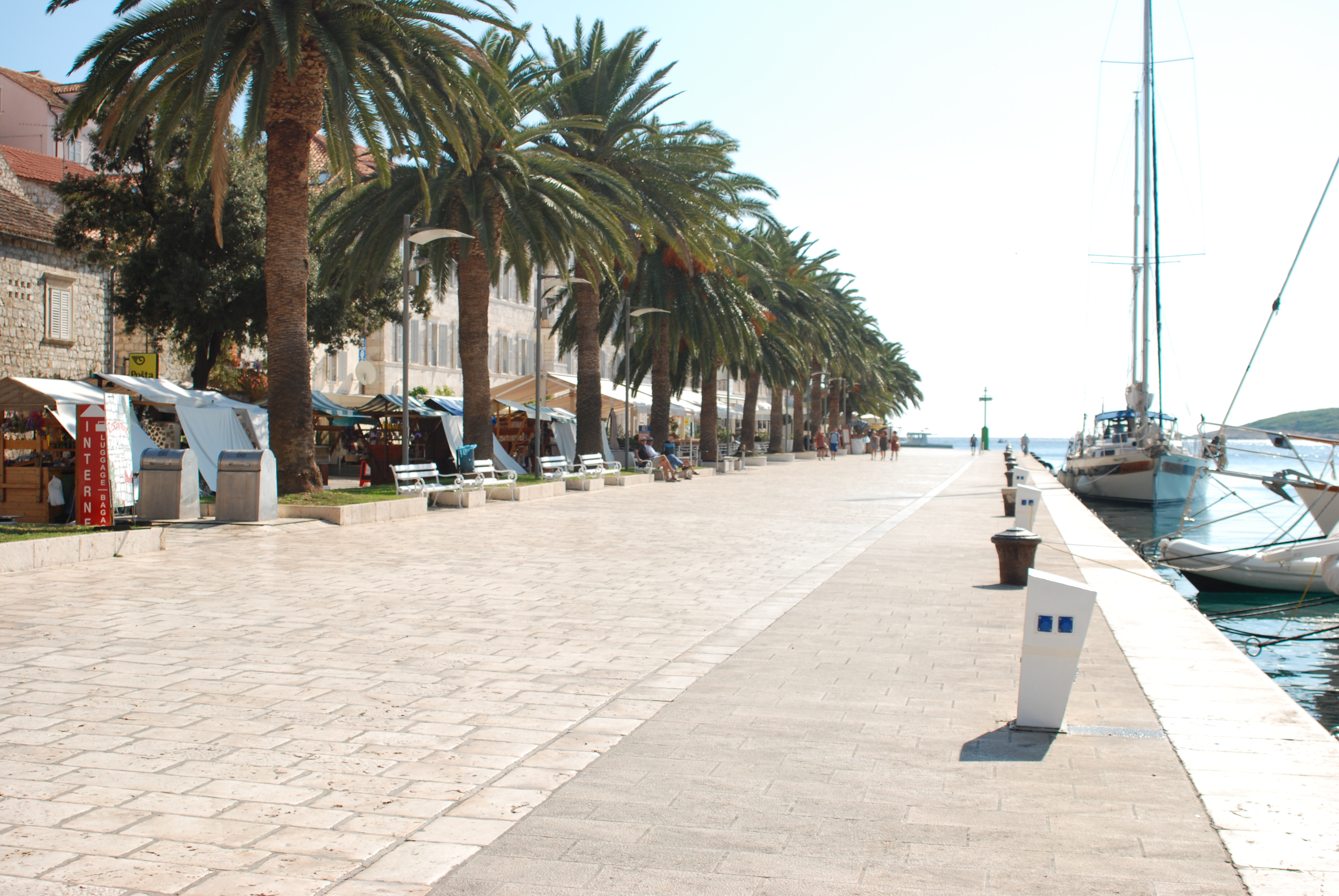
Hamnpromenaden i Hvar år 2009.

År 1797 upplöstes Republiken Venedig av Napoleon I:s styrkor och den 26 juli 1797 intogs ön och staden Hvar av Kejsardömet Österrike. År 1806 ockuperades Hvar av franska styrkor och ön inlemmades därefter i de av fransmännen upprättade illyriska provinserna. Det franska styret blev dock kortvarigt. År 1813 återtog österrikarna kontrollen över staden och efter Wienkongressen år 1815 bekräftades Kejsardömet Österrikes överhöghet över de forna illyriska provinserna. De södra delarna av de forna illyriska provinserna (inklusive Hvar) integrerades i det av österrikarna etablerade Kungariket Dalmatien. Den österrikiska administrationen av Hvar bestod fram till första världskrigets slut och Österrike-Ungerns upplösning år 1918. 
Perioden för den österrikiska administrationen kännetecknas av ekonomisk regression och liten utveckling. Men staden Hvar hade samtidigt ett rikt kulturliv och den lokala ekonomin stimulerades genom utvecklingen av modern vinproduktion. År 1858 grundades en meteorologisk station i staden (den första i vad som idag är Kroatien) och under ledning av biskopen Juraj Dubković grundande en grupp framstående personligheter år 1868 "Hvars hygieniska sällskap" (Higijeničko društvo Hvar). Sällskapets mål var att främja staden Hvars turistutbud och året för dess grundande ses av denna anledning som början till den moderna turistnäringen i Hvar. År 1900 invigdes "Kejsarinnan Elisabeths rekreationshotell" i vad som tidigare var Rektorspalatset (dagens Hotel Palace) i centrala Hvar. 

### Mellankrigstiden och framåt
År 1918 upplöstes Österrike-Ungern. I det politiska vakuum som då uppstod ockuperades ön och staden Hvar av Kungariket Italien. År 1920 undertecknade Rapallofördraget av Kungariket Italien och den år 1918 nyskapade sydslaviska staten Serbernas, kroaternas och slovenernas kungarike. Avtalet innebar att staden Hvar från år 1921 överlämnades till Serbernas, kroaternas och slovenernas kungarike (från år 1929 kallat Jugoslavien). 
Under andra världskriget tillhörde Hvar nominellt Oberoende staten Kroatien. I praktiken kontrollerades den åren 1941–1945 av tyska och italienska styrkor. Efter kriget återupprättades Jugoslavien som en kommunistisk stat i vilken Hvar liksom Kroatien kom att ingå. Under efterkrigstiden fram till Kroatiens självständighet (1945–1991) uppfördes flera hotell i Hvar och staden fick kommunalt vatten- och avloppssystem. I slutet av 1980-talet hade Hvar utvecklats till en modern turistort. 
År 1991 förklarade sig Kroatiens självständigt från den sydslaviska federala staten Jugoslavien vilket motsattes av centralregeringen i Belgrad. Den politiska krisen ledde till kroatiska självständighetskriget (i Kroatien kallat "Hemlandskriget"). Trots farhågor för det motsatta (på grannön Vis fanns en jugoslavisk marinbas) drabbades staden Hvar inte direkt av kriget. De indirekta konsekvenserna blev desto mer påtagliga. Den för staden viktiga turistnäringen upphörde som en konsekvens av kriget och turisterna ersattes av internplacerade flyktingar från de krigsdrabbade områdena på det kroatiska fastlandet. Efter självständighetskriget lyckades staden återigen profilera sig som turistort och utgör sedan slutet av 1900-talet ett av Kroatiens viktigaste turistcentra.         

## Administrativ indelning
Utöver tätorten Hvar (3 771 invånare) räknas följande samhällen och bosättningar till staden: Brusje (194 invånare), Jagodna (30 invånare), Malo Grablje, Milna (104 invånare), Sveta Nedjelja (194 invånare), Velo Grablje (7 invånare) och Zaraće (14 invånare). I den senaste folkräkningen (2011) saknade bosättningen Malo Grablje permanent bofast befolkning.

## Demografi och befolkningsutveckling

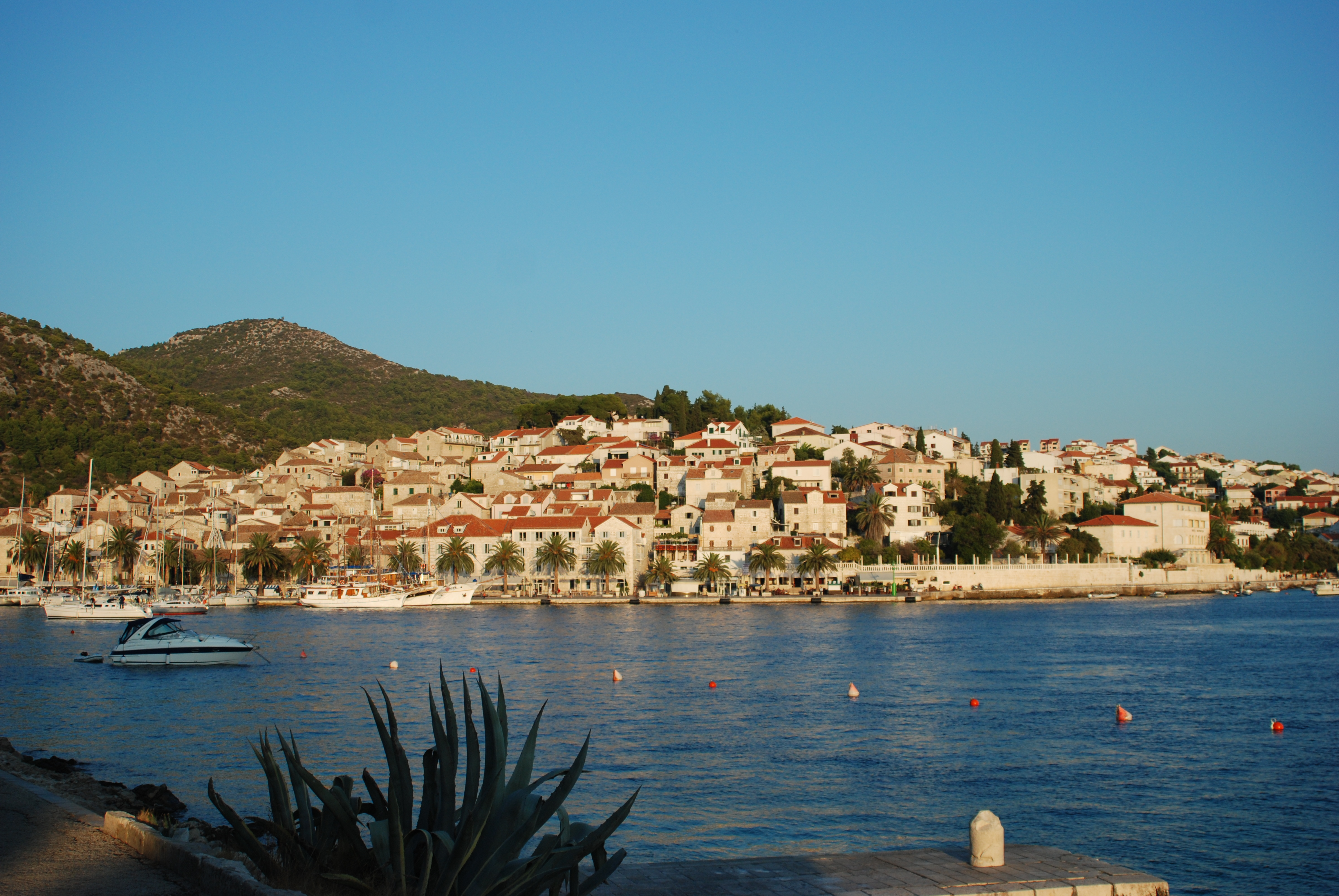
Vy över staden år 2009.

Av stadens 4 251 invånare är 2 233 kvinnor och 2 018 män. En absolut majoritet av invånarna (4 038 personer eller 94,99 % av befolkningen) är kroater. Majoriteten (3 529 personer eller 83,02 % av befolkningen) bekänner sig till den romersk-katolska tron.
| Staden Hvars befolkningutveckling åren 1857–2011 Källa: Kroatiska statistiska centralbyrån |

## Klimat

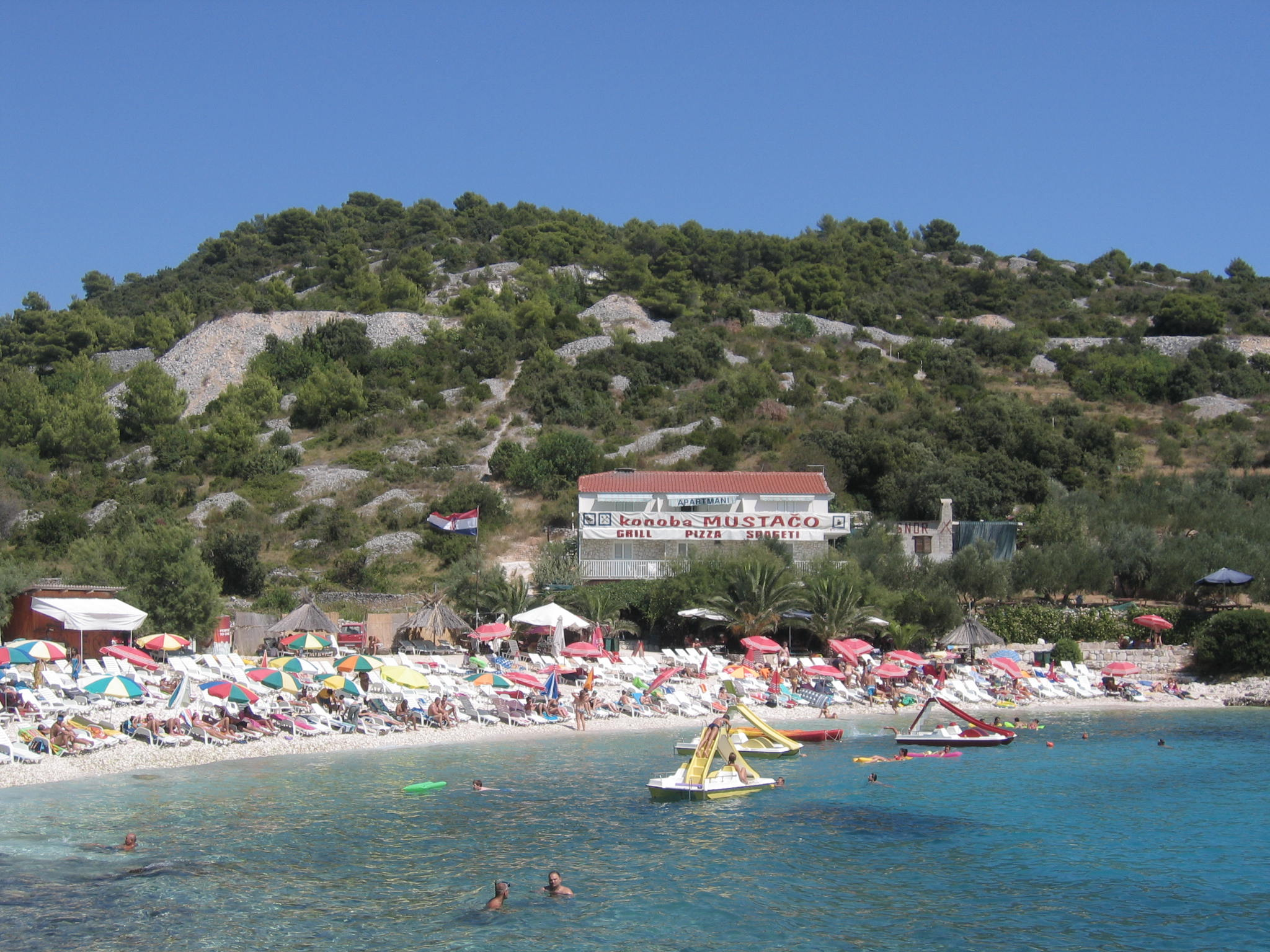
Pokonji dol-stranden öster om stadskärnan år 2008.

Staden Hvar har typiskt medelhavsklimat som karaktäriseras av milda vintrar och varma somrar. Det genomsnittliga antalet soltimmar uppgår till 2 726 om året. Sett till det genomsnittliga antalet soltimmar är 18 juli den soligaste dagen på året. Under perioden juni–september uppgår den genomsnittliga medeltemperaturen till över 20 °C för att under bara två månader om året (januari–februari) falla under 10 °C. Regn är ovanligt under sommarmånaderna men desto vanligare under höstarna och vintrarna. Snö faller i genomsnitt vart tionde år och blir vanligtvis inte liggande länge innan den smälter bort. 
Normala temperaturer och nederbörd i Hvar (stad):
|                                            | Jan | Feb | Mar | Apr | Maj | Jun | Jul | Aug | Sep | Okt | Nov  | Dec  |
| ------------------------------------------ | --- | --- | --- | --- | --- | --- | --- | --- | --- | --- | ---- | ---- |
| Normaldygnets maximitemperaturs medelvärde | 11  | 12  | 14  | 17  | 22  | 26  | 28  | 28  | 24  | 21  | 16   | 13   |
| Normaldygnets minimitemperaturs medelvärde | 6   | 6   | 8   | 11  | 14  | 18  | 21  | 21  | 18  | 14  | 11   | 8    |
|                                            |     |     |     |     |     |     |     |     |     |     |      |      |
| Nederbörd                                  | 8   | 6,4 | 7,1 | 5,8 | 4,1 | 3,8 | 2   | 3,8 | 6,4 | 9,7 | 11,2 | 10,4 |

| Diagram | temperaturer i °C • månadsnederbörd i mm • Källa: Weatherbase.com | temperaturer i °C • månadsnederbörd i mm • Källa: Weatherbase.com | temperaturer i °C • månadsnederbörd i mm • Källa: Weatherbase.com | temperaturer i °C • månadsnederbörd i mm • Källa: Weatherbase.com | temperaturer i °C • månadsnederbörd i mm • Källa: Weatherbase.com | temperaturer i °C • månadsnederbörd i mm • Källa: Weatherbase.com | temperaturer i °C • månadsnederbörd i mm • Källa: Weatherbase.com | temperaturer i °C • månadsnederbörd i mm • Källa: Weatherbase.com | temperaturer i °C • månadsnederbörd i mm • Källa: Weatherbase.com | temperaturer i °C • månadsnederbörd i mm • Källa: Weatherbase.com | temperaturer i °C • månadsnederbörd i mm • Källa: Weatherbase.com | temperaturer i °C • månadsnederbörd i mm • Källa: Weatherbase.com |
|         | 8 11 6                                                            | 6 12 6                                                            | 7 14 8                                                            | 6 17 11                                                           | 4 22 14                                                           | 4 26 18                                                           | 2 28 21                                                           | 4 28 21                                                           | 6 24 18                                                           | 10 21 14                                                          | 11 16 11                                                          | 10 13 8                                                           |

## Arkitektur och byggnadsverk (urval)

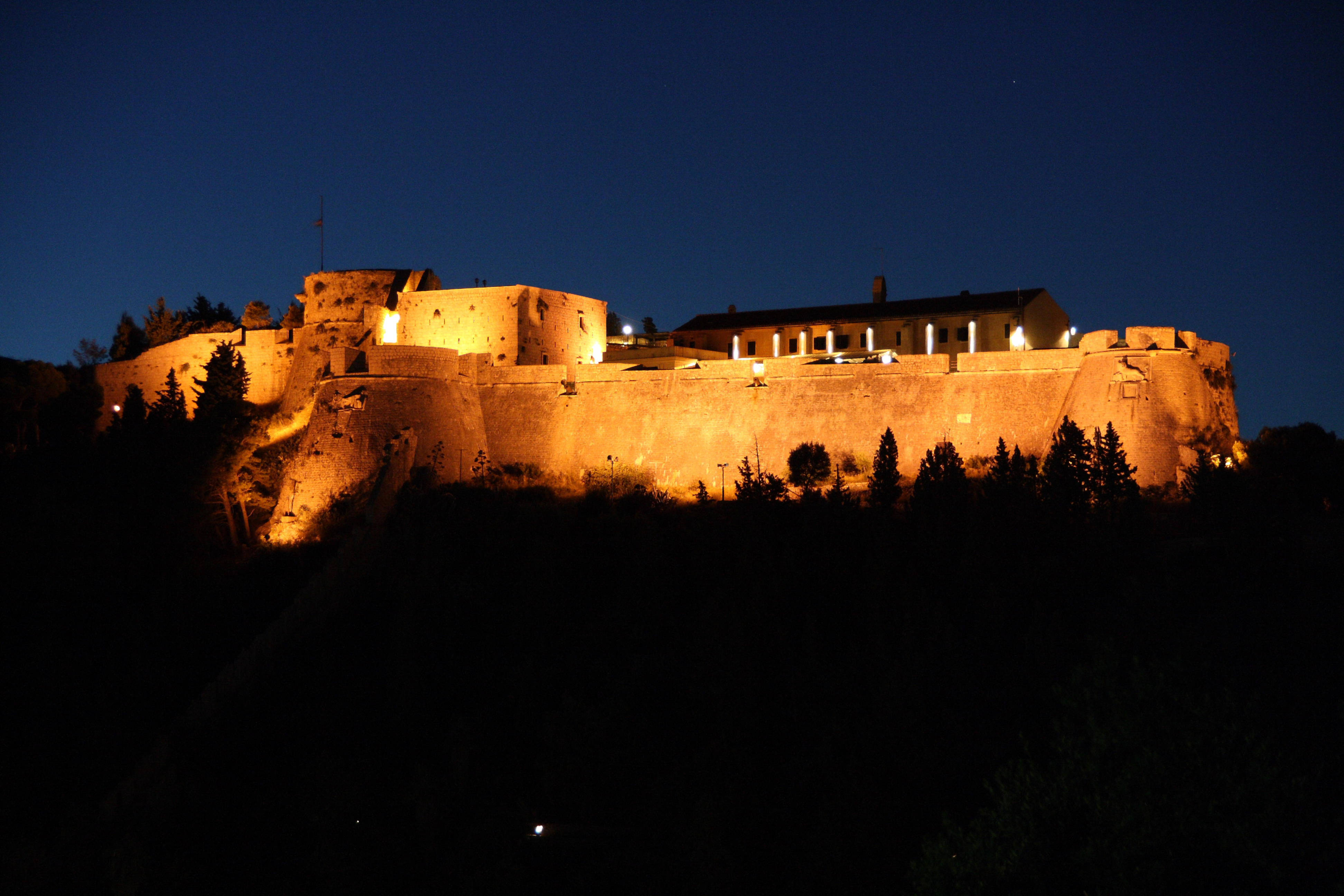
Forticafästningen upplyst nattetid år 2009.

- Arsenalen – ursprungligen ett skeppsvarv för venetianska galärer. Den första Arsenalen uppfördes åren 1292–1331. Denna brändes dock ned av osmanerna år 1571. Nuvarande utseende härrör från år 1611 då Arsenalen återuppbyggdes.
- Hvars teater – belägen på Arsenalens andra våning och tillkom år 1612 som utbyggnad av skeppsvarvet. Den första teatern i Europa med lika tillträde för allmogen och aristokratin.[9]
- Fortica (lokalt även kallat Španjola) –  befästningsverk vars uppförande påbörjades år 1297 under den venetianska administrationen. År 1551 påbörjades uppföranden av en ny befästning på platsen för det gamla försvarsverket. Fästningen skadades svårt i en krutexplosion år 1579 men reparerades därefter. I början av 1600-talet tillkom de defensiva bastionerna i barockstil.
- Stadsmurarna – uppfördes på 1200–1500-talet och utgjorde tillsammans med fästningen Fortica det medeltida Hvars främsta försvarslinje.
- Sankt Stefans katedral – romersk-katolsk domkyrka och främsta helgedomen i Hvar-Brač-Vis stift. Ursprungligen uppförd på 1200-talet platsen för en tidig kristen kyrka från 500-talet. Har sedan tillkomsten till- och ombyggts flera gånger. Skadades svårt under den osmanska attacken år 1571. Nuvarande utseende med stildrag från bland annat gotiken, renässansen, manierismen och barocken härrör från ombyggnationen på 1600–1700-talet.
- Franciskanklostret och Vår Fru av Barmhärtighetens kyrka – ett franciskankloster och klosterkyrka med rötter från 1400-talet belägen söder om stadskärnan.
- Sankt Stefans torg – Hvars huvudtorg och centrala samlingspunkt med rötter från medeltiden.

## Näringsliv
Den säsongsbetonade turistnäringen utgör en betydande del av det lokala näringslivet. Stadens hotell utgör viktiga arbetsgivare samtidigt som en betydande del av lokalbefolkningen livnär sig på att hyra ut rum och lägenheter till besökande turister. Utöver turistnäringen utgör jordbruks- och fiskenäringen de viktigaste näringsgrenarna. Inom jordbrukssektorn produceras bland annat vin, olivolja, lavendel, rosmarin och honung.  Lokalbefolkningen bedriver och livnär sig även av småskalig livsmedelsproduktion.   

## Kommunikationer
Staden Hvar kan nås direkt med personfärja eller katamaran från Split på fastlandet. Staden är via väg 116 förbunden med Stari Grad där ön Hvars centrala färjeläge ligger och dit bilfärjorna från fastlandet anländer. Regelbunden busstrafik trafikerar rutten Stari Grad–Hvar. Närmaste internationella flygplats är Splits flygplats. 

## Vänorter
- Santa Maria di Sala, Italien (sedan 2009).